# Alexandru Găvan
Alexandru Găvan (n. 19 mai 1982, Cepari, Argeș) este un alpinist, un montaniard de mare altitudine, specializat în accesarea optmiarilor Himalayei, fără oxigen și fară ajutorul șerpașilor. Găvan este performerul urcării a șapte vârfuri de peste opt mii de metri (din cele 14 vârfuri de peste 8.000 m), fiind primul român care a cucerit vârfurile Gasherbrum I (8.080 m), Gasherbrum II (8.035 m) și Makalu (8.485 m). 
La data de 2 octombrie 2006, când a urcat pe Cho Oyu, a devenint cel mai tânăr alpinist român care a reușit ascensiunea unui optmiar. Considerând ca nivel de bază ziua de astăzi (12 aprilie 2020), ultimul optmiar cucerit de Alex Găvan a fost Gasherbrum II (8.035 m, supranumit și K4, al 13-lea vârf al lumii).
Alexandru Găvan este și fotograf, specializat în fotografie montană.

## Ascensiuni notabile
- 2004 - Chapaeva (6.130 m)
- 2005 - Mont Blanc (4.810 m) – ruta Miage - Bionnassay
- 2006 - Cho Oyu (8.201 m) - fără oxigen suplimentar [4]
- 2007 - Gasherbrum I (8.080 m) - premieră românească, fără oxigen suplimentar, stil alpin [6]
- 2008 - Makalu (8.485 m) - premieră românească, fără oxigen suplimentar [7][8]
- 2011 - Manaslu (8.156 m) – fără oxigen suplimentar [9]
- 2013 - Sishapangma Main (8.027 m) – premieră românească, fără oxigen suplimentar [10]
- 2014 - Broad Peak din masivul Karakorum (8.047 de metri), fără oxigen suplimentar.[11]

În 2007 și 2008, Alexandru a încercat să ajungă pe vârful Gasherbrum II (8.034 m), oprindu-se de fiecare dată, din cauza vremii nefavorabile și a riscului ridicat de avalanșă, la o altitudine de aproape 7000 m.

## Premii și distincții
- 2007 - premiul „Sportivul Anului 2007 la Alpinism de Altitudine” acordat de către Federația Română de Alpinism și Escaladă  (împreună cu Horia Colibășanu).[13]